# Cerros Azules
Cerros Azules ist eine Ortschaft in Uruguay.

## Geographie
Sie befindet sich auf dem Gebiet des Departamento Maldonado in dessen Sektor 5. Cerros Azules liegt nördlich der Río-de-la-Plata-Küstenorte Solís und Bella Vista und südöstlich von Gregorio Aznárez. Durch den Ort fließt der Arroyo de las Espinas.

## Infrastruktur

### Verkehr
Durch Cerros Azules führt die Ruta 9.

### Kultur
Im Ort befindet sich das Museo del Indio y la Megafauna, ein mit einer archäologischen und paläontologischen Sammlung ausgestattetes Museum. Das Museum wird privat durch Wálter Suárez betrieben.

## Einwohner
Cerros Azules hatte bei der Volkszählung 2011 293 Einwohner, davon 151 männliche und 142 weibliche.
| Jahr | Einwohner |
| ---- | --------- |
| 1963 | 111       |
| 1975 | 237       |
| 1985 | 225       |
| 1996 | 219       |
| 2004 | 272       |
| 2011 | 293       |

Quelle: Instituto Nacional de Estadística de Uruguay